# Silene chersonensis
Silene chersonensis là loài thực vật có hoa thuộc họ Cẩm chướng. Loài này được (Zapal.) Kleopow miêu tả khoa học đầu tiên năm 1929.